# Аластор Муді
Аластор «Дикозор» Муді (англ. Alastor «Mad-Eye» Moody) — персонаж книжок англійської письменниці Дж. К. Ролінґ про Гаррі Поттера.
Дикозор Муді — напевно один із найвідоміших аврорів чаклунського світу. Самостійно провів безліч операцій із захоплення злочинців (половина в'язнів Азкабану були захоплені безпосередньо ним). Також казав, що ніколи не вбивав своїх арештантів, навіть якщо йому дозволялось це зробити, виключаючи ті випадки, коли у нього не було іншого вибору.

## Зовнішність
За час своєї кар'єри під час битв із темними чаклунами втратив ліве око, праву ногу, частину носа (замість втраченої ноги носить протез, а ліве око — чарівне, за допомогою якого він може дивитись на всі 360 градусів, при чому стіни, двері або плащ-невидимка не є перешкодою).

## Характер
Багато чарівників вважають Дикозора параноїком, зокрема тому, що він відмовляється пити чи їсти не зі свого посуду. Муді підозрює всіх у зв'язку із темними чаклунами. Його головне правило — ПОСТІЙНА ПИЛЬНІСТЬ.
Муді має характер справжнього воїна-ветерана: він сильний, деколи грубий, рішучий, стрімкий, завжди готовий діяти.

## Розвиток персонажу в книжках

### Гаррі Поттер і келих вогню
Албус Дамблдор запросив Аластора Муді в Гоґвортс як викладача захисту від темних мистецтв, адже для підготовки протистоянню Волдеморту, що може відновити свої сили, кращого учителя важко знайти.
Проте незадовго до початку навчального року Барті Кравч Молодший, затятий смертежер, за допомогою закляття Імперіус зачинив Дикозора Муді в скриню, після чого за допомогою багатозільної настійки видавав себе за Муді. Так він допомагав Гаррі Поттерові потрапити на Тричаклунський турнір та пройти випробування, вбив власного батька, напав на Флер Делякур, Віктора Крума та Седріка Діґорі, чим допомагав планові Лорда Волдеморта. Тільки наприкінці року всі дізналися правду та випустили зі скрині справжнього Аластора Муді.

### Гаррі Поттер і орден фенікса
У цій книжці ми дізнаємося, що Аластор Муді — активний член Ордену Фенікса, що бере участь у всіх зборах організації. Одним із його завдань було супроводжувати Гаррі Поттера із будинку Дурслів до штаб-квартири Ордену Фенікса.
Бере участь у битві в відділі таємниць Міністерства магії.
Також у самому кінці книги з'являється разом із Люпином та Тонкс у Дурслів із застереженнями щодо того, як поводитися із Гаррі.

### Гаррі Поттер і Напівкровний Принц
З'являється на похороні Дамблдора

### Гаррі Поттер і смертельні реліквії
Аластор Муді керував операцією на початку книги, що проводилася для того, щоб безпечно доправити Гаррі Поттера до Барлогу. У ході операції загинув від руки Лорда Волдеморта. Відволікся від бою через те, що Манданґус Флетчер запанікував та роз'явився на місці битви.
Загибель найвидатнішого аврора приховувалася Міністерством магії. Його тіло довго не могли знайти, як виявилося, через Долорес Амбридж. Вона почепила магічне око Муді собі на двері для того, щоб спостерігати за напівкровними чаклунами. Пізніше про це дізнався Гаррі Поттер та поховав око Муді під старим деревом.

## Роль у фільмі
Актор, що виконує роль Дикозора Муді у фільмах про Гаррі Поттера — Брендон Ґлісон.